# Silvije Bombardelli
Silvije Bombardelli (Split, 3. ožujka 1916. – Zagreb, 1. listopada 2002.) bio je hrvatski dirigent, skladatelj i kazališni djelatnik. 

## Životopis
U Splitu je polazio gimnaziju te je u Gradskoj glazbenoj školi učio violinu. Nakon mature studirao je pravo u Beogradu i nastavio glazbeni studij na Muzičkoj školi »Stanković«. Od 1939. do 1941. bio je dirigent Opere Srpskoga narodnog pozorišta u Novom Sadu. Godine 1942. odlazi u NOB. Od 1950. polazio je tečaj dirigiranja u Salzburgu.
Kasnije je bio dirigent zbora Kazališta narodnog oslobođenja Dalmacije te ravnatelj i dirigent splitske Opere. Dao je veliki poticaja osnivanju festivala Splitsko ljeto.

## Poznatija djela
- „Sonatina za klavir” (Beograd, 1937.)
- „Velika doktorska bajka, scenska glazba” (za djelo K. Čapeka; Novi Sad, 1940.)
- „Tri dalmatinske pučke za zbor” (Split, 1948.)
- „Povratak Filipa Latinovicza, scenska glazba” (prema tekstu M. Krleže; Split, 1963.)
- „Partizansko kolo” (Split, 1974.)
- „Pjesma” (»za tri čojeka«) (Split, 1977.)
- „Bakonja, opera” (vlastiti libreto prema romanu S. Matavulja; Split, 1988.)[1]

## Počasti
- Republička nagrada NR Hrvatske
- Nagrada grada Splita (1966., za životno djelo)
- Savezna nagrada »4. juli« (1975.)
- Nagrada ZAVNOH-a (1984.)[1]

### Članci
- Ajanović, Ivona. 1989. Bombardelli, Silvije. Hrvatski biografski leksikon. Zagreb.  journal zahtijeva |journal= (pomoć)